# Simón Andreu
Simón Andreu Trobat (* 1. Januar 1941 in Sa Pobla, Mallorca) ist ein spanischer Schauspieler.

## Leben
Andreu genoss eine Ausbildung als Schauspielschüler, beendete diese jedoch nie, da er bereits zuvor das Angebot erhalten hatte, 1961 im Film Siempre es domingo von Fernando Palacios zu spielen. Seine Karriere fand so einen schnellen Beginn und setzte sich neben Produktionen seines Heimatlandes auch in französischen Filmen fort; meist war er der sinistre Gegenspieler des Helden, manchmal aber auch ein Latin Lover oder ein Verwandter des Protagonisten. Bis heute spielte er Rollen in fast 140 Filmen und Fernsehproduktionen; in zahlreichen Genres wie Horrorfilmen oder Italowestern wirkte er mit. Seit den 1980er Jahren sah man in vermehrt in internationalen Großproduktionen in größeren Nebenrollen. Auch in der Neuverfilmung von Ben Hur spielt Andreu mit.
In einigen Filmen wurde er unter dem Pseudonym Sam Alston geführt.

## Auszeichnungen
- 1991: Siurell de Plata der Zeitung Última Hora[1]
- 2005: Preis Ramon Llull[2]
- 2009: Preis Diada de Mallorca

## Filmografie (Auswahl)
- 1961: Siempre es domingo
- 1963: Die übliche Liebe (El buen amor)
- 1964: Der Mord,der zweimal geschah (Constance aux enfers)
- 1964: Verflucht und vergessen (La mort d'un tueur)
- 1967: Fedra West
- 1967: Eine Geschichte von Liebe (Un historia de amnor)
- 1970: Frauen bis zum Wahnsinn gequält (Le foto proibite di una signora per bene)
- 1970: War Time – Angriff im Morgengrauen (Golpe de mano (Explosión))
- 1971: Matalo (…y seguian robandose el millon de dolares)
- 1973: Die Nacht der rollenden Köpfe (Passi di danza su una lama di rasoio)
- 1973: Die Haie von Barcelona (Barcelona kill)
- 1973: La ragazza di Via Condotti
- 1973: Vier Teufelskerle (Campa carogna… la taglia cresce)
- 1976: Der Millionen-Dollar-Coup (Atraco en la jungla)
- 1977: 20 im Auto, 40 im Bett (Es pecado… pero me gusta)
- 1983: Triumph des Mannes, den sie Pferd nannten (Triumphs of a Man Called Horse)
- 1985: Flesh and Blood (Flesh + Blood)
- 1985: Die Weißkittel – Dümmer, als der Arzt erlaubt (Bad Medicine)
- 1986: Crystal Heart
- 1988: Counterforce (Escuadrón)
- 1988: Fistfighter (Fist Fighter)
- 1995: The Shooter – Ein Leben für den Tod (The Shooter)
- 1997: Marquise – Gefährliche Intrige (Marquise)
- 1997: La vuelta de El Coyote
- 2002: Stirb an einem anderen Tag (Die Another Day)
- 2004: Agents Secrets – Im Fadenkreuz des Todes (Agents secrets)
- 2004: Nero – Die dunkle Seite der Macht (Imperium: Nerone)
- 2006: Goyas Geister (Los fantasmas de Goya)
- 2008: Die Chroniken von Narnia: Prinz Kaspian von Narnia (The Chronicles of Narnia: Prince Caspian)
- 2010: Dein Weg (The Way)
- 2021: Killer’s Bodyguard 2 (Hitman’s Wife’s Bodyguard)